# Woman Napoli Calcio a 5
L'Associazione Sportiva Dilettantistica Woman Napoli Calcio a 5 è una società di Calcio a 5 italiana con sede nella città di Napoli. Le partite interne vengono giocate al Palazzetto Elia Aliperti di Marigliano.

## Storia
La squadra è stata fondata nel 2008 come Woman Marigliano Calcio a 5 e solamente tre anni più tardi ha assunto l'attuale denominazione. Dall'istituzione dei campionati nazionale il Napoli ha disputato sei stagioni nella massima serie, l'ultima delle quali nel 2018-19.